# Jean Béraud
Pour les articles homonymes, voir Béraud.
Jean Béraud, né le 12 janvier 1849 à Saint-Pétersbourg et mort le 4 octobre 1935 à Paris 8e, est un peintre français.

## Biographie
Jean Béraud voit le jour à Saint-Pétersbourg avec sa jumelle Mélanie lorsque son père, sculpteur, travaille probablement au chantier de la cathédrale Saint-Isaac. Après la mort de son père, en 1853, sa mère Geneviève Eugénie Jacquin rentre à Paris avec ses quatre enfants.
Il suit des études au lycée Bonaparte, puis devient l'élève de Léon Bonnat à l'École des beaux-arts de Paris et débute au Salon de 1872. En 1876, il connaît le succès avec son tableau Le Retour de l'enterrement et en 1878 il présente Scène de Bal. Il y obtient  la 3e médaille en 1882 et la 2e médaille en 1883.
En 1883, il réalise un dessin, intitulé Le Viveur, pour illustrer la pièce, Le Rêve d'un Viveur, de Jean-Louis Dubut de Laforest, il est publié dans le recueil de la pièce.

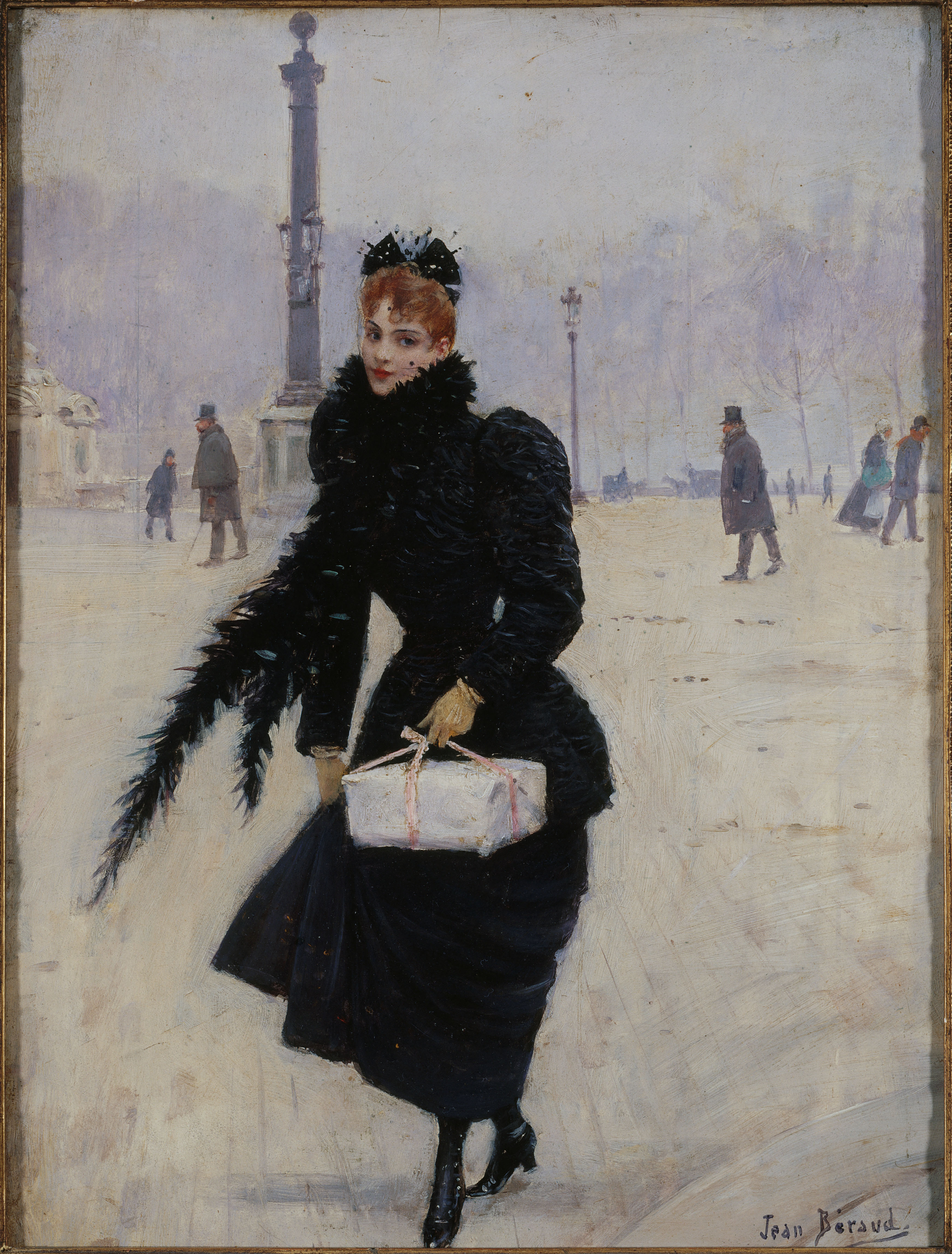
Parisienne sur la place de la Concorde (vers 1885),
Paris, musée Carnavalet.

En 1889, il obtient médaille d'or au Salon des artistes français et expose à l'Exposition universelle de Paris de 1889. Il devient un des principaux peintres de la vie parisienne de la Belle Époque. 
En 1890, il est l'un des cofondateurs de la Société nationale des beaux-arts avec, entre autres, Auguste Rodin, Ernest Meissonier et Pierre Puvis de Chavannes. Il en devient le vice-président.
Il donne des illustrations pour les couvertures du Figaro illustré entre 1890 et 1896.
Jean Béraud est l'un des témoins de Marcel Proust lors de son duel, à Meudon, avec Jean Lorrain, en février 1897 au sujet d'un article jugé injurieux sur Les Plaisirs et les Jours.
Il meurt le 4 octobre 1935 à Paris et est inhumé dans la même ville au cimetière de Montmartre.

## Décoration
- Officier de la Légion d'honneur (1894). Chevalier de 1887[8].

## Œuvre
À travers une multitude de scènes de genre, il peint avec acuité, et parfois avec ironie, le milieu feutré de la bourgeoisie, les petits métiers, l'ambiance des cafés, les réunions publiques, les scènes de la vie quotidienne des rues de Paris.
Il est également l'auteur d'environ 200 portraits. 
Dans un registre très différent, il compose quelques tableaux à thèmes religieux dépeignant le Christ dans de spectaculaires mises en scène contemporaines (La Madeleine chez le Pharisien, 1891, Paris, musée d'Orsay), ou des tableaux à thèmes sociaux d'un ton plus grave (Les Fous, Salon de 1885, localisation inconnue).

Œuvres de Jean Béraud
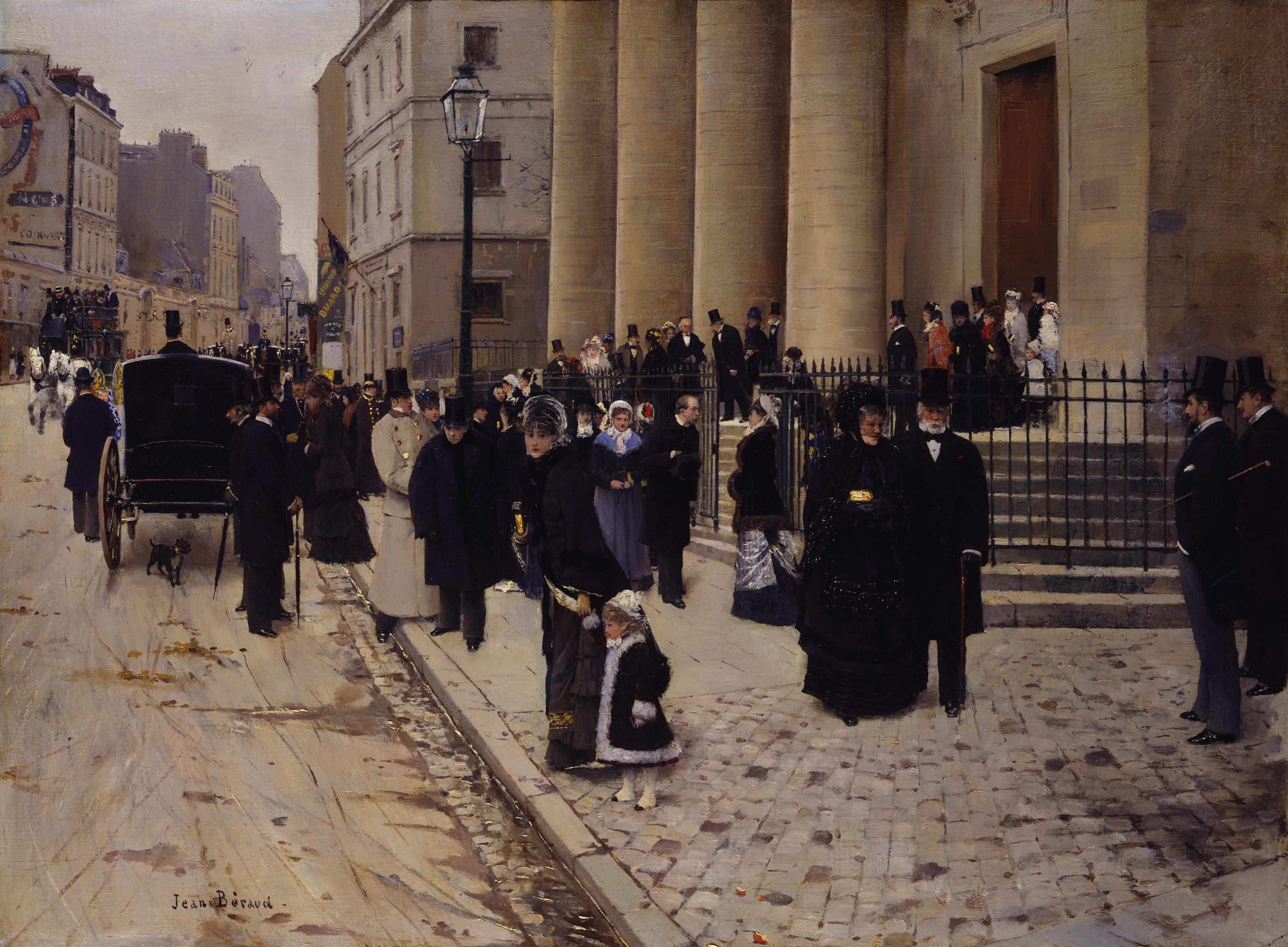
Sortie de la messe à l'église Saint-Philippe-du-Roule (vers 1877), New York, Metropolitan Museum of Art.
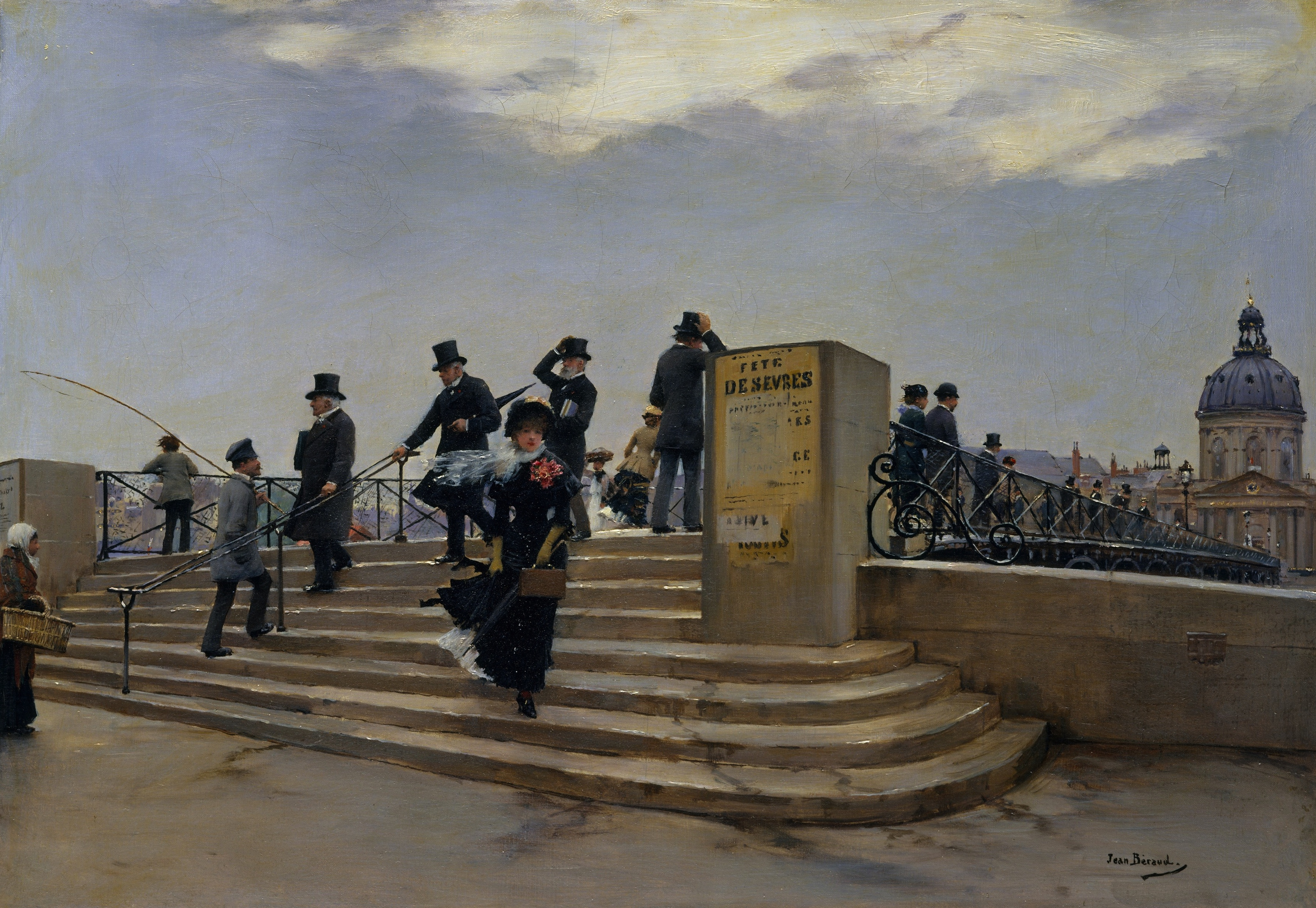
Le Pont des Arts par grand vent (vers 1880-1881), New York, Metropolitan Museum of Art.
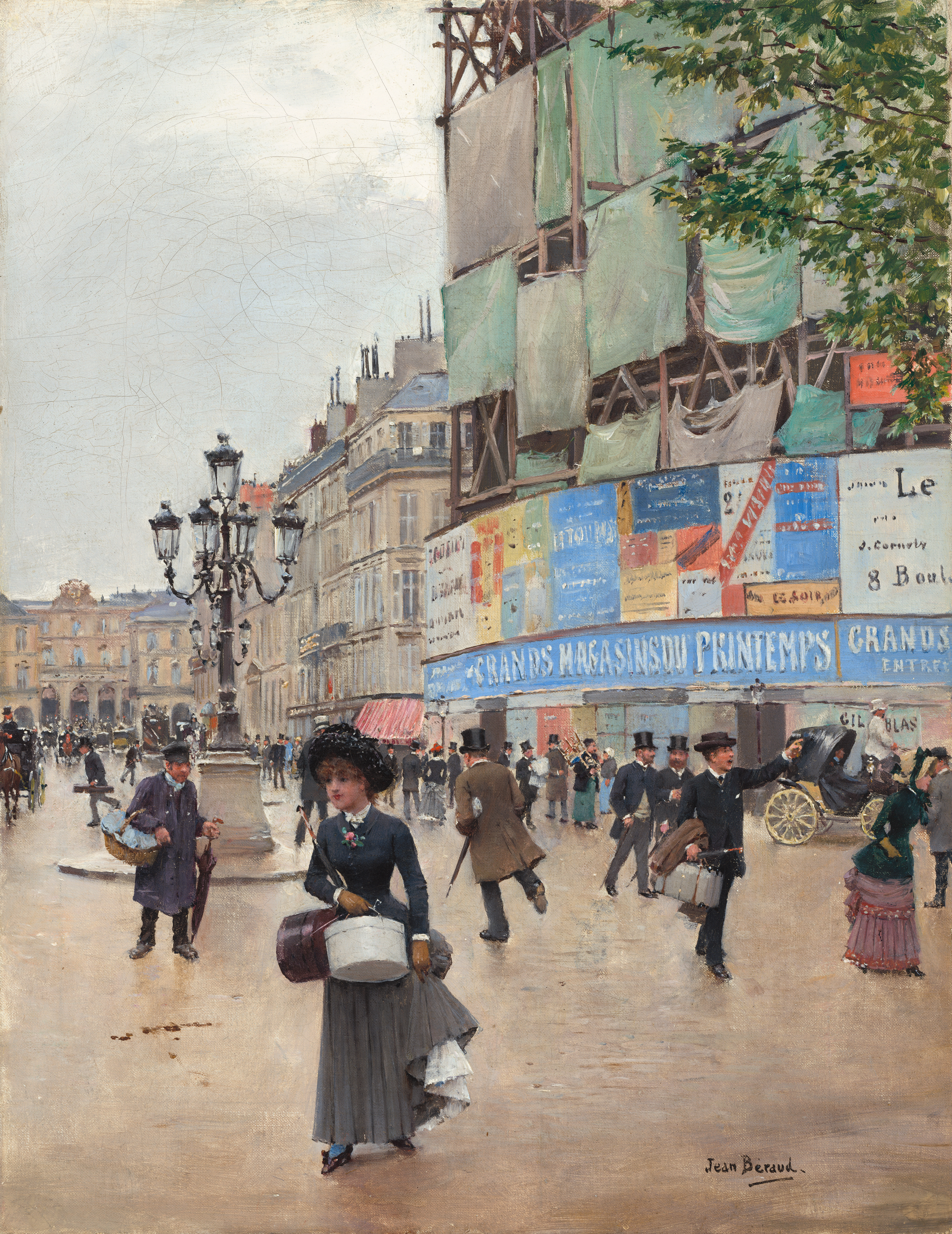
Rue du Havre (vers 1882), Washington, National Gallery of Art.
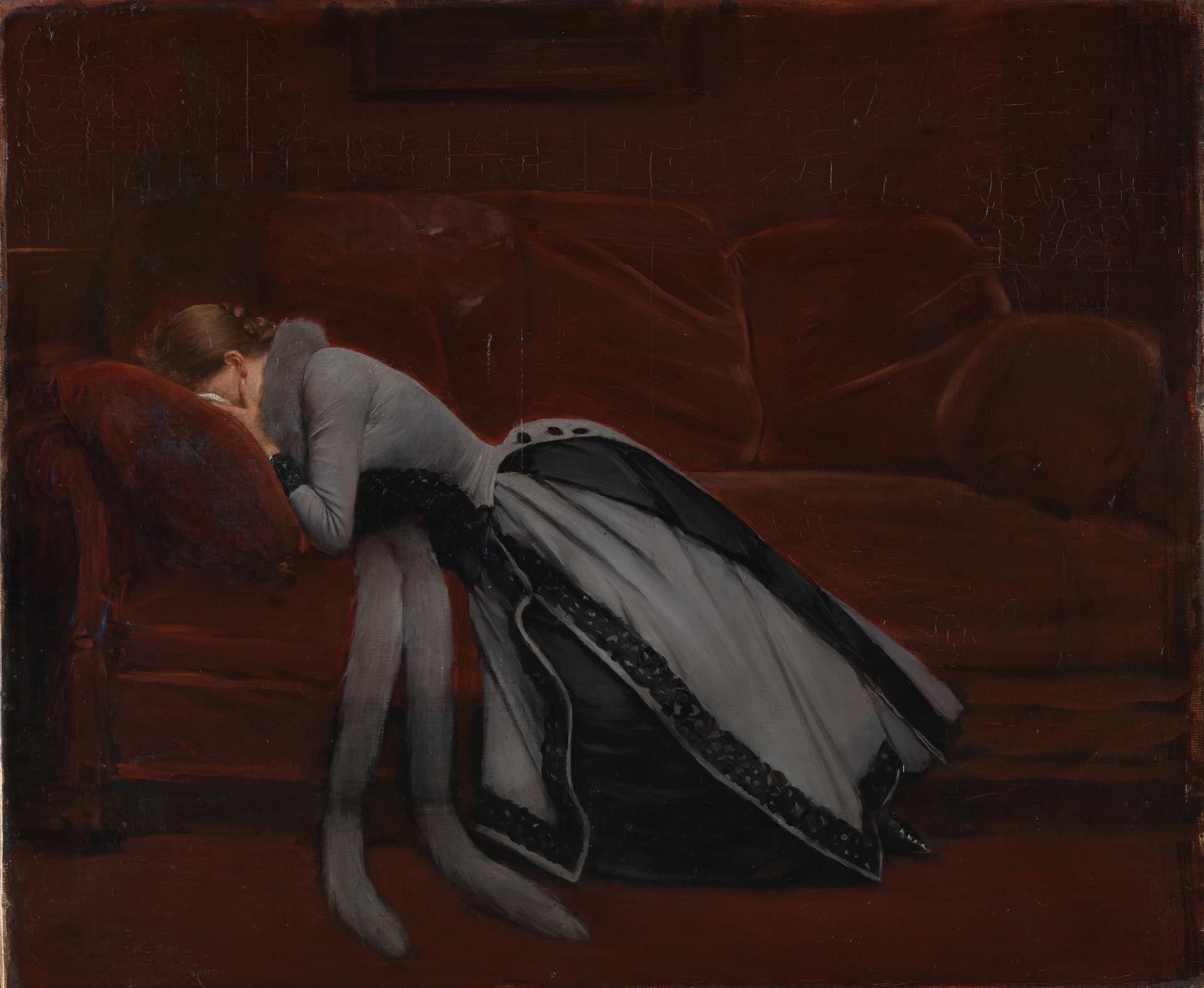
Après la faute (vers 1885-1890), Londres, National Gallery.
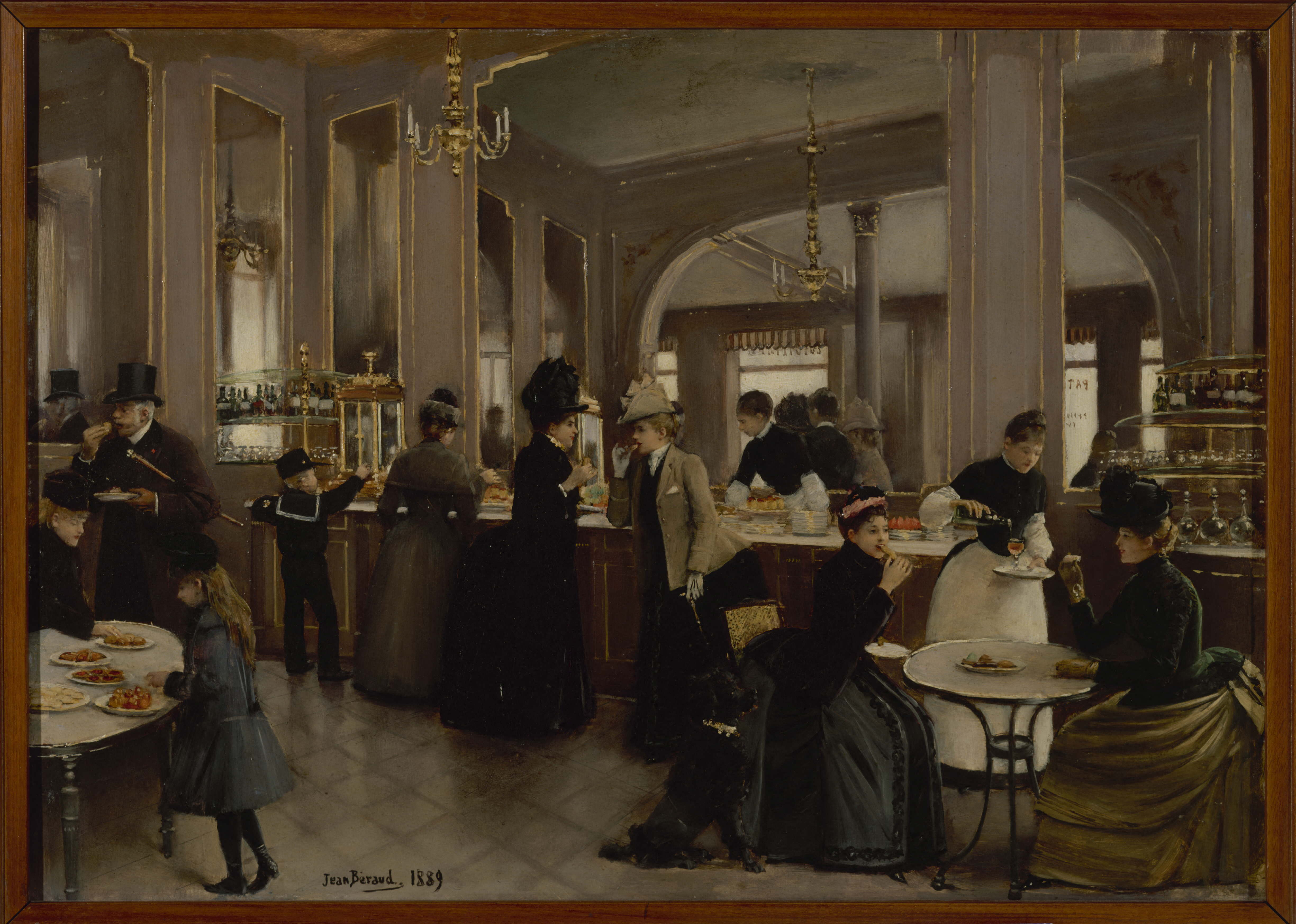
La Pâtisserie Gloppe (1889), Paris, musée Carnavalet.
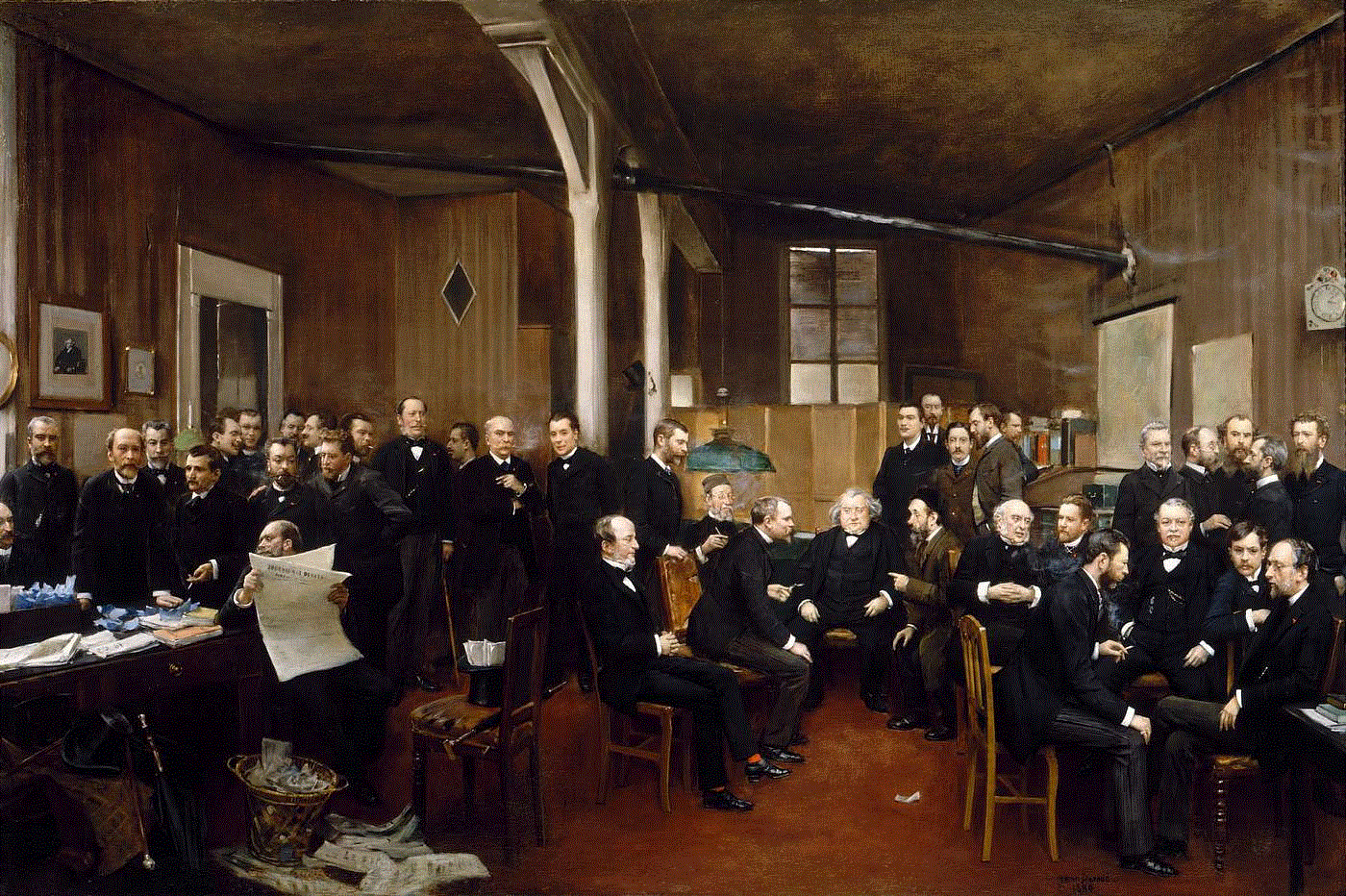
La Salle de rédaction du Journal des Débats en 1889 (1889), Paris, musée d'Orsay.
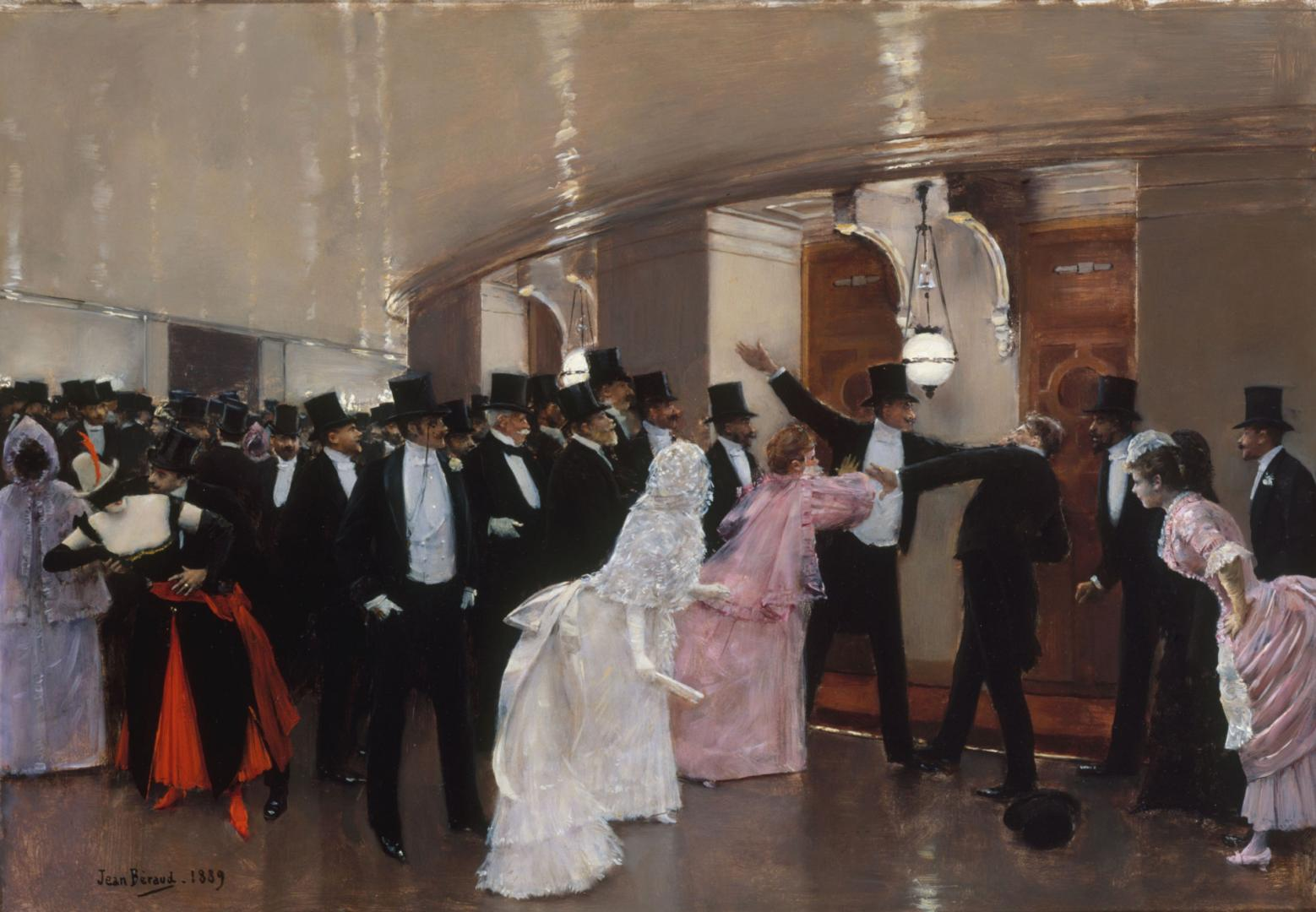
Altercation dans les couloirs de l'Opéra (1889), Paris, musée Carnavalet.
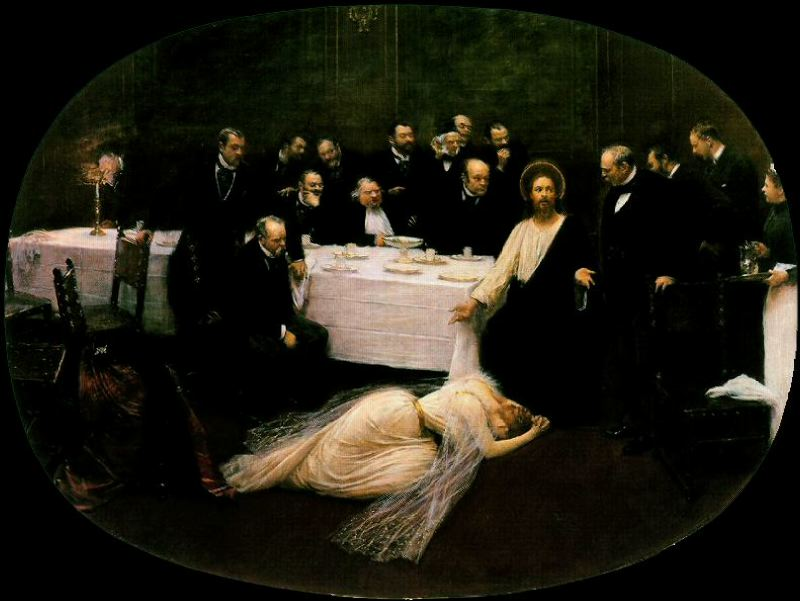
La Madeleine chez le Pharisien (1891), Paris, musée d'Orsay.
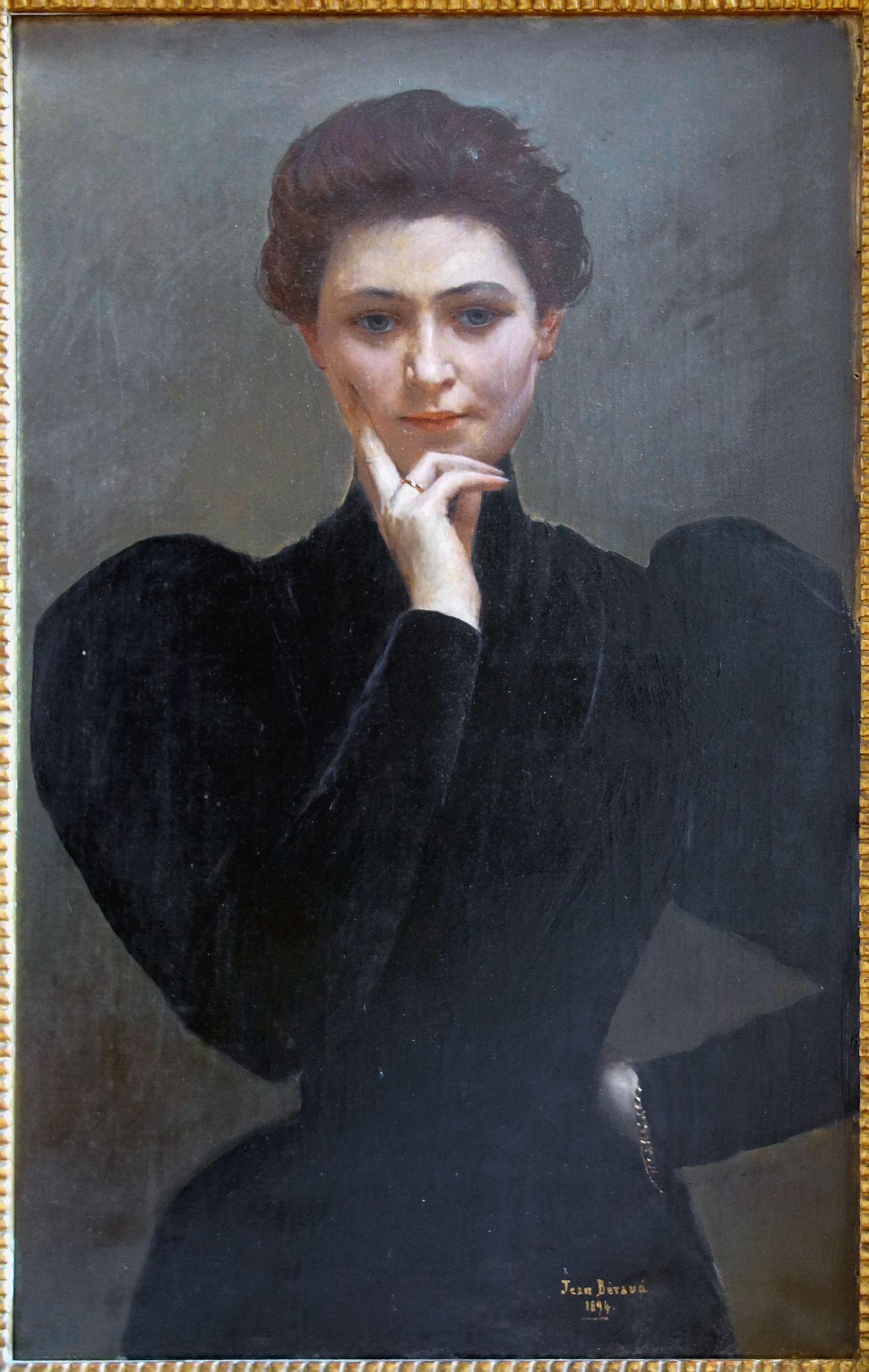
La Méditation (1894), palais des Beaux-Arts de Lille.
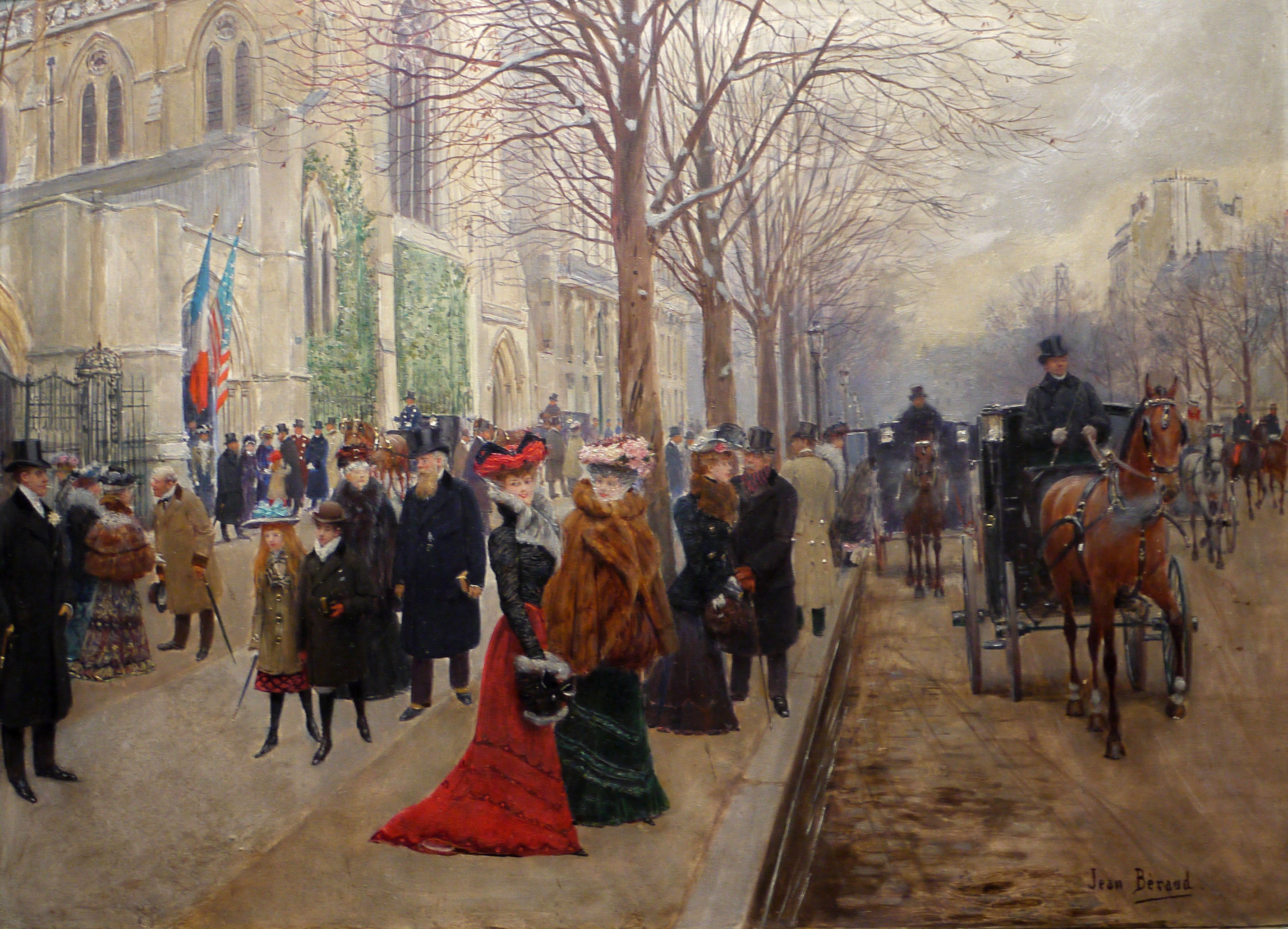
Après l'office à l'église américaine de la Sainte-Trinité (vers 1900), Paris, musée Carnavalet.
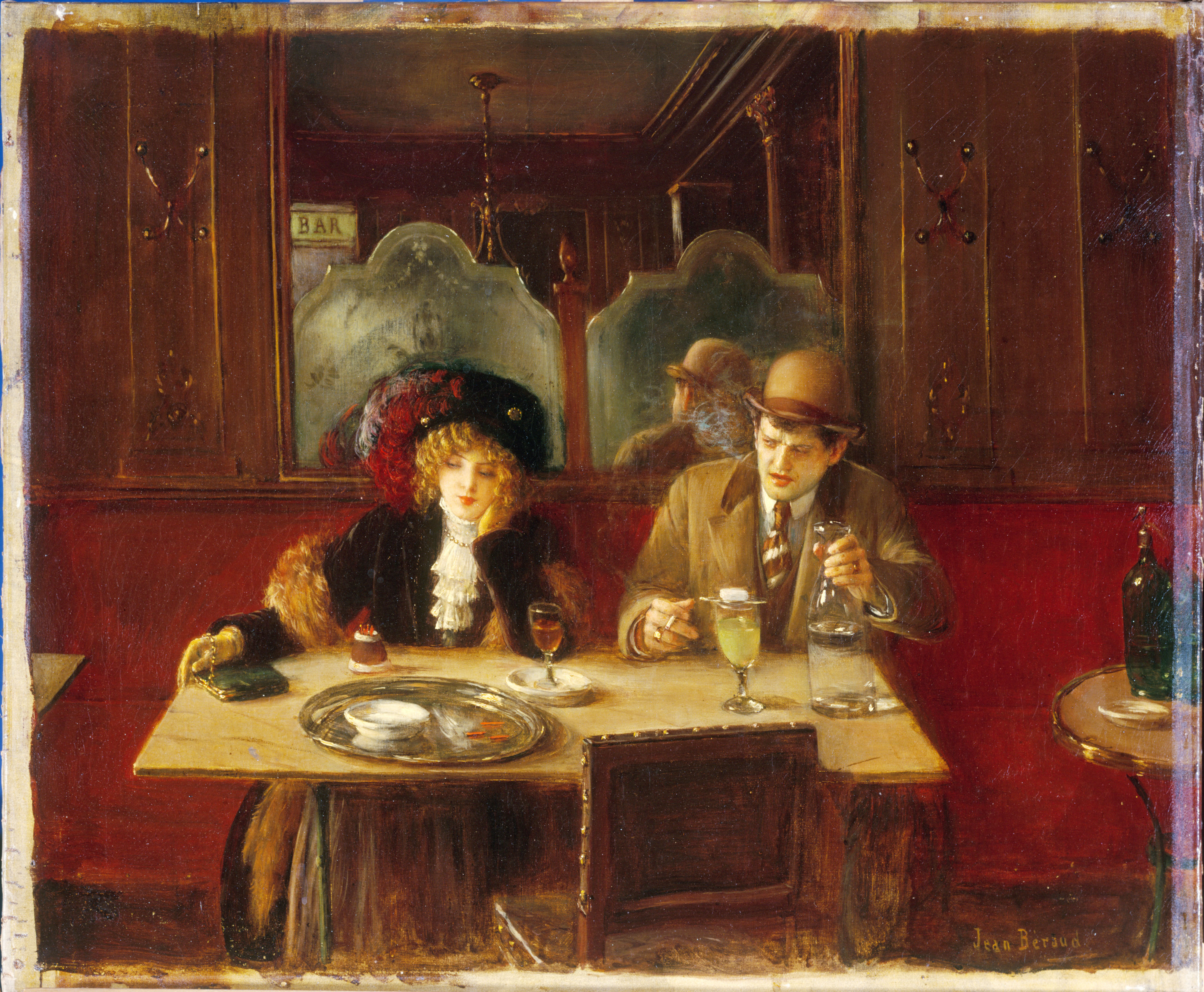
Au café, dit l'Absinthe (vers 1909), Paris, musée Carnavalet.
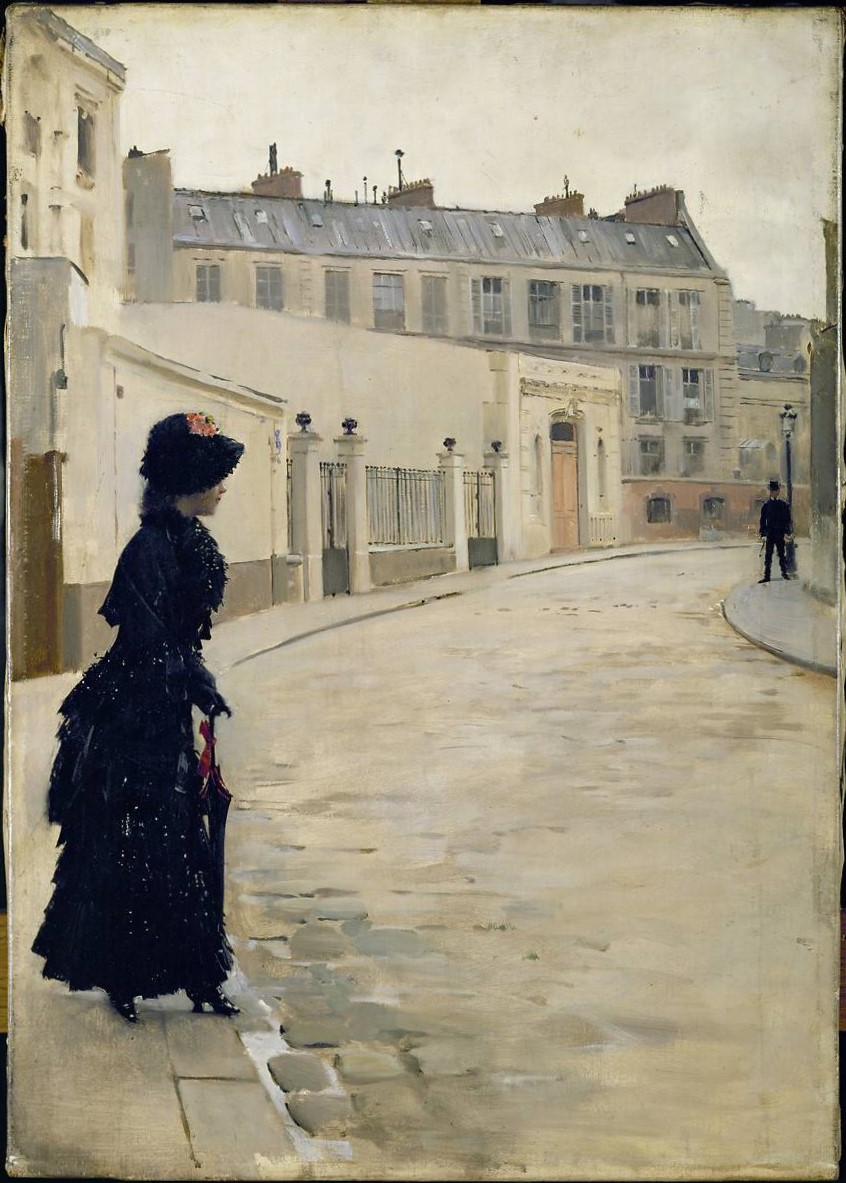
L'Attente, Paris, musée d'Orsay.
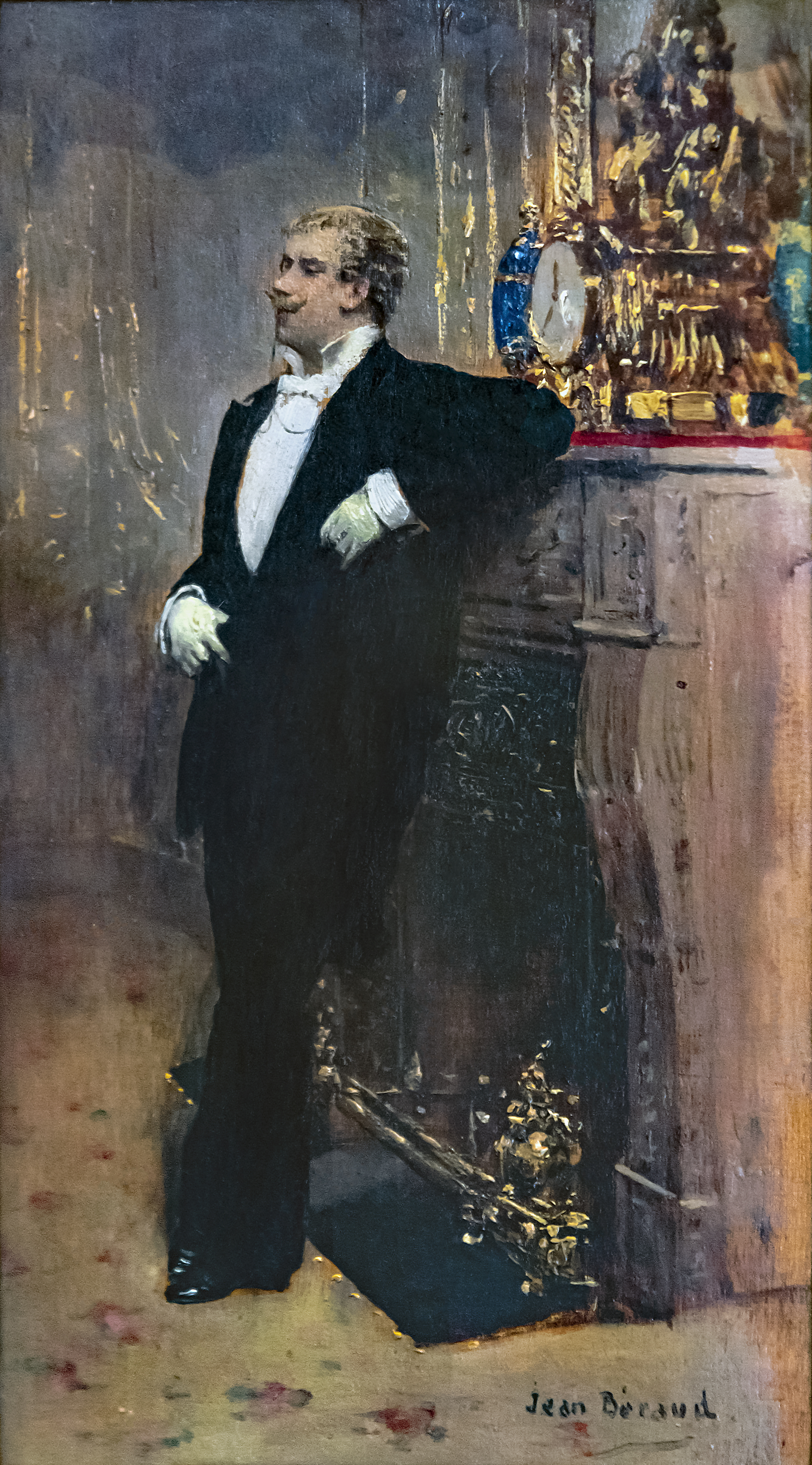
L'Acteur Coquelin aîné accoudé, Toulouse, Fondation Bemberg.

### Dessins et gravures
- Portrait de Jean Baffier, dessin , Bourges, musée du Berry
- La Sortie du théâtre, dessin, gouache, aquarelle, mine de plomb sur papier, département des arts graphiques du musée du Louvre
- Autour du piano, gravure, Gray, musée Baron-Martin

## Postérité
- Paris, musée Carnavalet, 1936.
- Hommage au Salon de la Société nationale des beaux-arts, Paris, 1936.
- Musée du château de Vitré, « La Vie Parisienne vers 1900 », du 15 avril au 15 mai 1978.
- Galerie Jean-François Heim, Paris, mai-juin 1978.
- « Jean Béraud et le Paris de la Belle Époque », du 29 septembre 1999 au 2 janvier 2000, Paris, musée Carnavalet.